# Municipio de St. Charles (Minnesota)
El municipio de St. Charles (en inglés: St. Charles Township) es un municipio ubicado en el condado de Winona en el estado estadounidense de Minnesota. En el año 2010 tenía una población de 629 habitantes y una densidad poblacional de 7,65 personas por km².

## Geografía
El municipio de St. Charles se encuentra ubicado en las coordenadas 43°58′41″N 92°0′51″O / 43.97806, -92.01417. Según la Oficina del Censo de los Estados Unidos, el municipio tiene una superficie total de 82.18 km², de la cual 82,18 km² corresponden a tierra firme y (0 %) 0 km² es agua.

## Demografía
Según el censo de 2010, había 629 personas residiendo en el municipio de St. Charles. La densidad de población era de 7,65 hab./km². De los 629 habitantes, el municipio de St. Charles estaba compuesto por el 97,14 % blancos, el 0,64 % eran amerindios, el 0,16 % eran asiáticos, el 1,91 % eran de otras razas y el 0,16 % eran de una mezcla de razas. Del total de la población el 2,7 % eran hispanos o latinos de cualquier raza.